# Southern Cross, Queensland
Southern Cross är en ort i Australien. Den ligger i kommunen Charters Towers och delstaten Queensland, omkring 1 100 kilometer nordväst om delstatshuvudstaden Brisbane.
Trakten runt Southern Cross är nära nog obefolkad, med mindre än två invånare per kvadratkilometer.. Närmaste större samhälle är Charters Towers, omkring 17 kilometer öster om Southern Cross.
Omgivningarna runt Southern Cross är huvudsakligen savann. Genomsnittlig årsnederbörd är 798 millimeter. Den regnigaste månaden är mars, med i genomsnitt 176 mm nederbörd, och den torraste är augusti, med 7 mm nederbörd.